# Alpinia wenzelii
Alpinia wenzelii är en enhjärtbladig växtart som beskrevs av Elmer Drew Merrill. Alpinia wenzelii ingår i släktet Alpinia och familjen Zingiberaceae. Inga underarter finns listade i Catalogue of Life.